# Guillermo I de Nassau-Dillenburg
Guillermo I de Nassau, llamado Guillermo el Rico (Dillenburg, 10 de abril de 1487- Dillenburg, 6 de octubre de 1559), fue un noble alemán, conde de Nassau-Dillenburg, de Nassau-Dietz, de Nassau-Siegen (tres subdivisiones del antiguo condado de Nassau) y de Vianden. Integrante de la Casa de Nassau.

## Primeros años de vida
Era el hijo menor del conde Juan V de Nassau-Dillenburg e Isabel de Hesse-Marburg (hija del landgrave Enrique III de Hesse-Marburgo y Ana de Katzenelnbogen). Guillermo fue hermano del conde Enrique III de Nassau-Breda y padre de Guillermo de Orange, a quien su primo Renato de Nassau-Breda (hijo de Enrique III) dejó en herencia el principado de Orange.

### Matrimonios e hijos
Guillermo I de Nassau contrajo matrimonio dos veces. El 29 de octubre de 1506 se casó con la condesa Walburga de Egmond (1490-1529). Tuvieron dos hijas:
- Isabel de Nassau (1515-1523);
- Magdalena de Nassau (1522-1567), casada en 1538 con el conde Hermann de Neuenahr y Mörs.

El 20 de septiembre de 1531 se casó en segundas nupcias con Juliana de Stolberg (1506-1580).  De esta unión tuvo doce hijos:
- Guillermo I de Orange-Nassau el Taciturno (1533-1584), príncipe de Orange, estatúder de los Países Bajos y conde de Nassau-Beilstein, casado con Ana de Egmond, Ana de Sajonia, Carlota de Borbón y Luisa de Coligny.
- Germana (1534), muerta en la infancia.
- Juan de Nassau (1536-1606), sucesor de su padre en sus dominios patrimoniales, casado con Isabel de Leuchtenberg.
- Luis de Nassau (1538-1574), gobernador delegado del principado de Orange, caído en la batalla de Mook.
- María de Nassau (1539-1599), casada con Guillermo IV, conde de Berg (no confundir con María de Nassau (1556-1616), hija de Guillermo de Orange).
- Adolfo de Nassau (1540-1568); caído en la batalla de Heiligerlee.
- Ana de Nassau (1541-1616), casada con Alberto, conde de Nassau-Weilburg.
- Isabel de Nassau (1542-1603), casada con  Conrado, conde de Solms-Braunfels.
- Catalina de Nassau (1543-1624), casada con Gunter, conde de Schwarzburgo-Arnstadt.
- Juliana de Nassau (1546-1588), casada con Alberto, conde de Schwarzburgo-Rudolstadt.
- Magdalena de Nassau (1547-1633), casada con Wolfgang, conde de Hohenlohe-Weickersheim.
- Enrique de Nassau (1550-1574), caído en la batalla de Mook.

Guillermo el Rico también dejó un hijo fuera del matrimonio, Gottfried, a quien engendró con una amante y a quien se le dio el noble apellido de Nassau y que también tenía el león de Nassau en su escudo de armas. El conde Guillermo y sus hijos proporcionaron a Gottfried un feudo de la línea de la antigua familia noble de Nassau zu Löhnberg, que se había terminado por línea masculina alrededor de 1547, y un feudo de Camberg. La familia se extinguió en 1636 con su nieto Hans Wilhelm de Nassau.

## Vida pública
Guillermo se convirtió en un luterano moderado e introdujo la Reforma en Nassau-Dillenburg en 1533. Había sido miembro de la Liga de Esmalcalda desde 1535, pero permaneció leal al emperador Carlos V del Sacro Imperio Romano Germánico.
Con poca ambición, Guillermo rechazó la gobernación de Luxemburgo en 1528. Promovió la agricultura y fundó escuelas.
El 14 de noviembre de 1537, Guillermo introdujo la total libertad de comercio en el campo después de que la ciudad de Siegen se negara a pagar impuestos. "La orgullosa Siegen inclinó la cabeza ante Guillermo el Rico" el 29 de enero de 1538, lo que significó que reconocieron la soberanía fiscal de su soberano en un tratado especial. 
Guillermo dejó que su primogénito Guillermo "el Taciturno", originalmente un luterano desde los 11 años, fuera educado como católico por el emperador. Este a cambio le permitió asegurar su herencia en los territorios de la Casa de Nassau en los Países Bajos además del Principado de Orange, en el sur de Francia. Renato de Nassau-Breda, sobrino de Guillermo el Rico, había gobernado ese principado desde 1530. Renato murió en 1544, por lo que Guillermo "el Taciturno" se convirtió en el príncipe soberano de Orange y fue enviado a los Países Bajos para recibir más formación.
El sucesor de Guillermo como conde de Nassau-Dillenburg fue su segundo hijo mayor, Juan.
Es antecesor de la familia real holandesa por la rama de su primogénito Guillermo y, extinta esta rama, por la de su segundo hijo, Juan.

## Curiosidades
Guillermo acumuló grandes deudas.
Se dice que Guillermo se acercó al teólogo Felipe Melanchthon para crear un horóscopo para su hijo mayor Guillermo. Profetizó que heredaría poder y riqueza, una vida turbulenta y un final violento, todo lo cual sucedió.